# Calliphora deflexa
Calliphora deflexa är en tvåvingeart som beskrevs av Hardy 1932. Calliphora deflexa ingår i släktet Calliphora och familjen spyflugor. Inga underarter finns listade i Catalogue of Life.